# 無法松の一生
『無法松の一生』（むほうまつのいっしょう）は、岩下俊作の小説。福岡県小倉（現在の北九州市）を舞台に、荒くれ者の人力車夫・富島松五郎（通称無法松）と、よき友人となった矢先に急病死した大日本帝国陸軍大尉・吉岡の遺族（未亡人・良子と幼い息子・敏雄）との交流を描く。
1938年（昭和13年）に『富島松五郎伝』の題名で脱稿し、『改造』の懸賞小説に応募して佳作入選した。翌1939年（昭和14年）に『九州文学』10月号に掲載、中央文壇の目にとまり、1940年（昭和15年）に『オール讀物』6月号に掲載され、第10、11回直木賞候補作となった（本賞受賞できず）。
1943年（昭和18年）に大映京都撮影所が『無法松の一生』の題名で最初の映画化。脚色（脚本）を担当した伊丹万作は当初『いい奴』と名付けたが、売れそうに無いとの理由で『無法松の一生』と付けられた。
以降、映画・テレビ・舞台で度々取り上げられ、あくまでも原題に愛着とこだわりを持っていた岩下自身はこの改題に長年難色を示していたものの、世の中の支持に従い後に『無法松の一生』と改題した。ただし、2022年現在も、出版されている各種文学資料本には『富島松五郎伝』と従来通り記述されている。
1959年（昭和34年）、北九州市小倉区古船場町に「無法松の碑」が建てられた。

## あらすじ
明治30年、小倉に無法松と呼ばれる人力俥夫の松五郎がいた。松五郎は博奕で故郷を追放されていたが舞い戻り、若松警察の撃剣の先生と喧嘩をして頭を割られ、木賃宿の宇和島屋で寝込んでいた。そんな松五郎は喧嘩っ早いことで評判で、ある日、芝居小屋で仲間の熊吉と枡席でニンニクを炊いて嫌がらせをし、木戸番と喧嘩するが、土地の顔役である結城重蔵の仲裁で素直に謝った。松五郎は意気と侠気のある男だった。
松五郎は堀に落ちてけがをした少年・敏雄を助ける。敏雄の父親は陸軍大尉の吉岡小太郎であり、これが縁で松五郎は吉岡家に出入りするようになった。しかし、吉岡大尉は雨天の演習で風邪を引き急死した。夫人のよし子は、敏雄が気の弱いことを心配して松五郎を頼りにする。松五郎は夫人と敏雄に献身的に尽くしていった。
やがて敏雄は小倉中学の4年生になり、青島陥落を祝う提灯行列の日に他校の生徒と喧嘩をして母をハラハラさせるが、松五郎は逆にそれを喜び喧嘩に加勢した。その後敏雄は五高に入学し、松五郎とは疎遠になっていった。小倉祇園太鼓の日、夏休みのため敏雄が五高の先生を連れてきて帰省した。本場の祇園太鼓を聞きたがっていた先生の案内役をしていた松五郎は、山車に乗って撥を取り太鼓を打つ。流れ打ち、勇み駒、暴れ打ち。長い間聞くことのできなかった本場の祇園太鼓を叩き、町中にその音が響いた。
それから数日後、松五郎は吉岡家を訪ね、夫人に対する思慕を打ち明けようとするが、「ワシの心は汚い」と一言言って、彼女のもとを去った。その後、松五郎は酒に溺れ、遂に雪の中で倒れて死んだ。彼の遺品の中には、夫人と敏雄名義の預金通帳と、吉岡家からもらった祝儀が手を付けずに残してあった。

## 映画
映画はこれまでに4度製作された。特に名高いのは、伊丹万作脚本・稲垣浩監督の1943年版と1958年版の2作品である。
尚、原作が中編であり、映画とドラマ共々、どの作品も原作通りの忠実な物語の流れで進行してゆく。

### 1963年版
1963年（昭和38年）4月28日公開。東映製作・配給。モノクロ、シネマスコープ、104分。
スタッフ
- 監督：村山新治
- 製作：大川博
- 脚色：伊藤大輔
- 音楽：三木稔

キャスト
- 富島松五郎：三國連太郎
- 吉岡良子：淡島千景
- 吉岡直樹：中山昭二
- 吉岡敏雄：島村徹
- 大木戸兵衛：宇佐美淳也
- 結城豊蔵：松本染升
- 豊：沢村貞子
- 由松：西村晃
- 巳之吉：潮健児
- 小野：花沢徳衛
- 佐分：左卜全
- 清次：南道郎
- 駱駝の馬：中村是好
- 斎田：相馬剛三
- 新見署長：南廣

### 1965年版
1965年（昭和40年）7月14日公開。大映製作・配給。カラー、シネマスコープ、96分。
スタッフ
- 監督：三隅研次
- 脚色：伊丹万作
- 音楽：伊福部昭

キャスト
- 富島松五郎：勝新太郎
- 吉岡よし子：有馬稲子
- 吉岡小太郎：宇津井健
- 少年時代の敏雄：二宮秀樹
- 中学以降の敏雄：大塚和彦
- 結城重蔵：宮口精二
- オイチニの薬屋：大辻伺郎
- 撃剣の先生：安部徹
- 先生：五味龍太郎
- 俥夫熊吉：遠藤辰雄
- 木戸番の清吉：水原浩一
- 居酒屋の亭主：寺島雄作
- 奥大将：北竜二
- 巡査：伊達三郎
- 町の古老：荒木忍
- 松五郎の少年時代：頭師佳孝

## テレビドラマ

### 1957年版
1957年（昭和32年）7月23日から8月20日まで、NTVの『山一名作劇場』にて放送。全4回。
キャスト
- 富島松五郎：田崎潤
- 吉岡良子：坪内美詠子
- 吉岡敏雄の幼年時代：毛利充宏
- 武藤礼子
- 島田屯
- 並木瓶太郎

| 日本テレビ 山一名作劇場 | 日本テレビ 山一名作劇場   | 日本テレビ 山一名作劇場 |
| 前番組                  | 番組名                    | 次番組                  |
| ----------------------- | ------------------------- | ----------------------- |
| 石中先生行状記          | 無法松の一生 （1957年版） | 息子の縁談              |

### 1962年版（フジテレビ）
1962年（昭和37年）3月5日から4月9日まで、フジテレビにて放送。全5回。脚本は池波正太郎。放送時間は月曜17:15 - 17:45（JST）と、唯一のノンプライムでの放送である。
キャスト
- 富島松五郎：須賀不二男
- 吉岡良子：高倉みゆき
- 吉岡小太郎：沼田曜一
- 浅茅しのぶ

| フジテレビ 月曜17:15 - 17:45枠 | フジテレビ 月曜17:15 - 17:45枠 | フジテレビ 月曜17:15 - 17:45枠 |
| 前番組                         | 番組名                         | 次番組                         |
| ------------------------------ | ------------------------------ | ------------------------------ |
| わが家はみどり                 | 無法松の一生 （1962年フジ版）  | 第八救助隊                     |

### 1962年版（NHK）
1962年（昭和37年）8月1日から8月29日まで、NHKの『浪曲ドラマ』にて放送。全4回。
キャスト
- 富島松五郎：田崎潤
- 吉岡良子：津島恵子
- 吉岡小太郎：土屋嘉男
- 大泉滉
- 谷村昌彦

### 1964年版
1964年（昭和39年）4月15日から7月8日まで、フジテレビにて放送。全13回。放送時間は水曜20:00 - 20:56（JST。前半部はNHK版と同時間）。
この作品はCS放送ファミリー劇場に於いて比較的高頻度で放送されており、その際、出演者の一人でもあった柳澤愼一が解説役として出演している。また、この放送に於いてはリマスタリングが施され、セピア色の色調で放送される（これらの傾向は同じくファミリー劇場で放送される『戦国群盗伝』でも見られる）。
なお、主演の南原宏治は後年、村田英雄を座長とする『無法松の一生』の舞台公演において吉岡大尉役も演じている。
キャスト
- 富島松五郎：南原宏治
- 吉岡良子：南田洋子
- 吉岡小太郎：稲吉靖
- マキノ雅美
- 潮万太郎
- 柳澤愼一

主題歌
- 「松五郎かたぎ」（作詞：藤間哲郎 / 作曲：佐伯としを / 歌：新川二郎）

| フジテレビ系列 水曜20時枠 | フジテレビ系列 水曜20時枠                        | フジテレビ系列 水曜20時枠 |
| 前番組                    | 番組名                                           | 次番組                    |
| ------------------------- | ------------------------------------------------ | ------------------------- |
| リングサイドアワー        | 無法松の一生 （1964年版） 【当番組よりドラマ枠】 | 特捜シリーズ              |

## 舞台
1942年（昭和17年）5月、文学座で原題のまま初演、以来『無法松の一生』の題で幾度となく舞台化された。新国劇では辰巳柳太郎の当たり役となった他、宝塚歌劇団、歌手の座長公演など多岐の団体で演じられている。
文学座
1942年（昭和17年）5月初演。森本薫潤色・里見弴演出。出演は丸山定夫（松五郎役）、杉村春子（良子役）、森雅之（吉岡大尉、熊吉役）など。
苦楽座
1944年（昭和19年）に各地を巡演。出演は丸山定夫（松五郎役）、園井恵子（吉岡良子役）、高山象三（吉岡小太郎役）など。
劇団中芸
1957年（昭和32年）に薄田研二主演・演出で全国を巡回公演。
新派
1964年（昭和39年）6月に水谷八重子舞台生活五十周年記念として上演。出演は大矢市次郎（松五郎役）、森雅之（吉岡大尉役）、阿部洋子（良子役）など。
阪東妻三郎二十三回忌追善公演
1976年（昭和51年）、映画で阪東妻三郎が演じた松五郎役を阪妻長男の田村高廣が好演し、『二代目阪東妻三郎襲名』が周囲から持ち上がったが高廣は固辞した。吉岡大尉役は岸田森。
宝塚歌劇団
『永遠物語』（とわものがたり）のタイトルで脚本・演出を草野旦が担当、1982年（昭和57年）3月初演、再演は1988年（昭和63年）7月、三演が1998年（平成10年）7月。いずれも場所は宝塚バウホール、松五郎を榛名由梨が演じた。
劇団青年座
1998年に津嘉山正種主演で上演。
その他
商業演劇では村田英雄、小林旭、北島三郎、杉良太郎、五木ひろしらが、演劇と歌謡ショーの2本立てで公演。

## 村田英雄の楽曲
「無法松の一生」は1958年7月に発売された、村田英雄のデビュー・シングルである。B面は同じ吉野夫二郎（作詞）・古賀政男（作曲）コンビによる『度胸千両』。
本曲は多くの歌手にカバーされたが、カバー歌手により、『無法松の一生』のオリジナルの2番の代わりに『度胸千両』を入れこんだ「無法松の一生〈度胸千両入り〉」として歌われるようになった。1981年には、日本コロムビアが村田の了承を得て、旧作の『無法松の一生』と『度胸千両』を編集で入れ子にした『無法松の一生〈度胸千両入り〉』が発売されている。1987年に東芝EMIから発売された村田の歌手生活30周年記念ベストアルバム『男を唄って30年』では、村田自身の新規の歌唱による『無法松の一生〈度胸千両入り〉』が収録された。

### 概要
たまたまラジオで村田の口演を聴いた古賀政男が村田を見出し、すでに映画や演劇で知られていた十八番の芸題（演目）であった浪曲である本楽曲を歌謡曲化し、村田は歌手デビューを果たした。
従来、舞台と映画で知られていた「無法松の一生」を取り上げたのは、村田の師匠である酒井雲が浪曲界屈指の読書家であり『文芸浪曲』（文字の読み書きの出来ない人々にも文学に親しんでもらおうと考えだした芸題群の事）という浪曲のジャンルを確立し、この事を見習って村田も北九州の代表的な文学であった同作を取り上げた事と、文学界きっての偏屈者と噂された原作者の岩下俊作が長年原題に拘っていたのだが、浪曲ファンだったので浪曲化を承諾したといわれる。しかし、同年に稲垣浩監督によるセルフリバイバルと言える三船敏郎&高峰秀子主演の映画公開があったものの、ヒットに恵まれず（わずかに「人生劇場」のリバイバルヒットがあったのみ）NHK紅白歌合戦への出場も果たせずにいた。
しかし、1962年に村田の「王将」がミリオンセラーの大ヒットとなると本楽曲も相乗効果でヒットし、村田の代表曲の一つになった。
また、1975年の「第26回NHK紅白歌合戦」では、村田によって本楽曲が歌唱された。
作詞の吉野夫二郎は浪曲作家として著名な人物で、村田他が出演していた『ラジオ連続浪曲』（文化放送）の構成を担当し、数多くの浪曲台本を手掛けた。

### 製作者
1. 無法松の一生
  - 作詞：吉野夫二郎 / 作曲・編曲：古賀政男
2. 度胸千両
  - 作詞：吉野夫二郎 / 作曲・編曲：古賀政男

## その他楽曲
- 坂本冬美：『あばれ太鼓』（1987年、坂本のデビューシングル） 作詞：たかたかし、作曲：猪俣公章
- 水沢明美：『おんな無法松』
- 北島三郎：『あばれ松』
  - 『無法一代恋物語』